# Mark Roper
Mark Roper (16 de marzo de 1958) es un escritor y director de cine sudafricano. Desde 1984, trabajó principalmente como asistente de dirección en más de cuarenta películas.

## Filmografía selecta
- Project Shadowchaser IV (1996)
- Death, Deceit and Destiny Aboard the Orient Express (2000)
- Marines (2003)